# Turma
Turma (latinsko turmae) je bila taktična konjeniška vojaška enota rimske vojske, ki je bila sestavljena iz treh dekurij (10 mož); turma je tako štela 30 konjenikov. Sam koncept turme je nastal v 1. stoletju n. št., ko so predhodne alae razdelili na manjše enote. Turmi je poveljeval dekurion in vsaka turma je imela svoje znamenje (signum).